# Antonio Lucibello
Antonio Lucibello (* 25. Februar 1942 in Spezzano Albanese, Kalabrien, Italien) ist ein italienischer Geistlicher, emeritierter römisch-katholischer Erzbischof und Diplomat des Heiligen Stuhls.

## Leben
Antonio Lucibello empfing am 23. Juli 1967 die Priesterweihe und trat nach seiner Ausbildung an der Päpstlichen Diplomatenakademie 1971 in den diplomatischen Dienst des Heiligen Stuhls ein. Lucibello war in den Apostolischen Nuntiaturen in Panama, Äthiopien, Haiti, Argentinien, Zaire, Jugoslawien, Griechenland und Irland tätig. Der promovierte Kirchenrechtler leitete den Auswärtigen Dienst des Heiligen Stuhls seit 1973.
Papst Johannes Paul II. ernannte ihn am 8. September 1995 zum Titularerzbischof von Thurio und zum Apostolischen Nuntius in Gambia, Guinea und Liberia. Die Bischofsweihe spendete ihm Kardinalstaatssekretär Angelo Sodano am 4. November 1995; Mitkonsekratoren war Josip Uhač, Sekretär der Kongregation für die Evangelisierung der Völker, und Andrea Cassone, Erzbischof von Rossano-Cariati. Am 13. Dezember 1996 erfolgte zudem die Bestellung zum Apostolischen Nuntius in Sierra Leone.
Am 27. Juli 1999 wurde er Apostolischer Nuntius in Paraguay. Während seiner Amtszeit hatte er unter anderem mit zwei Vaterschaftsanerkennungen des 2004 als Bischof zurückgetretenen Staatspräsidenten von Paraguay Fernando Lugo zu tun.
Papst Benedikt XVI. berief ihn am 27. August 2005 zum Apostolischen Nuntius in der Türkei und Turkmenistan. Mit der Ernennung seines Nachfolgers Paul Fitzpatrick Russell am 19. März 2016 endete diese Tätigkeit.